# Música de Final Fantasy XVI

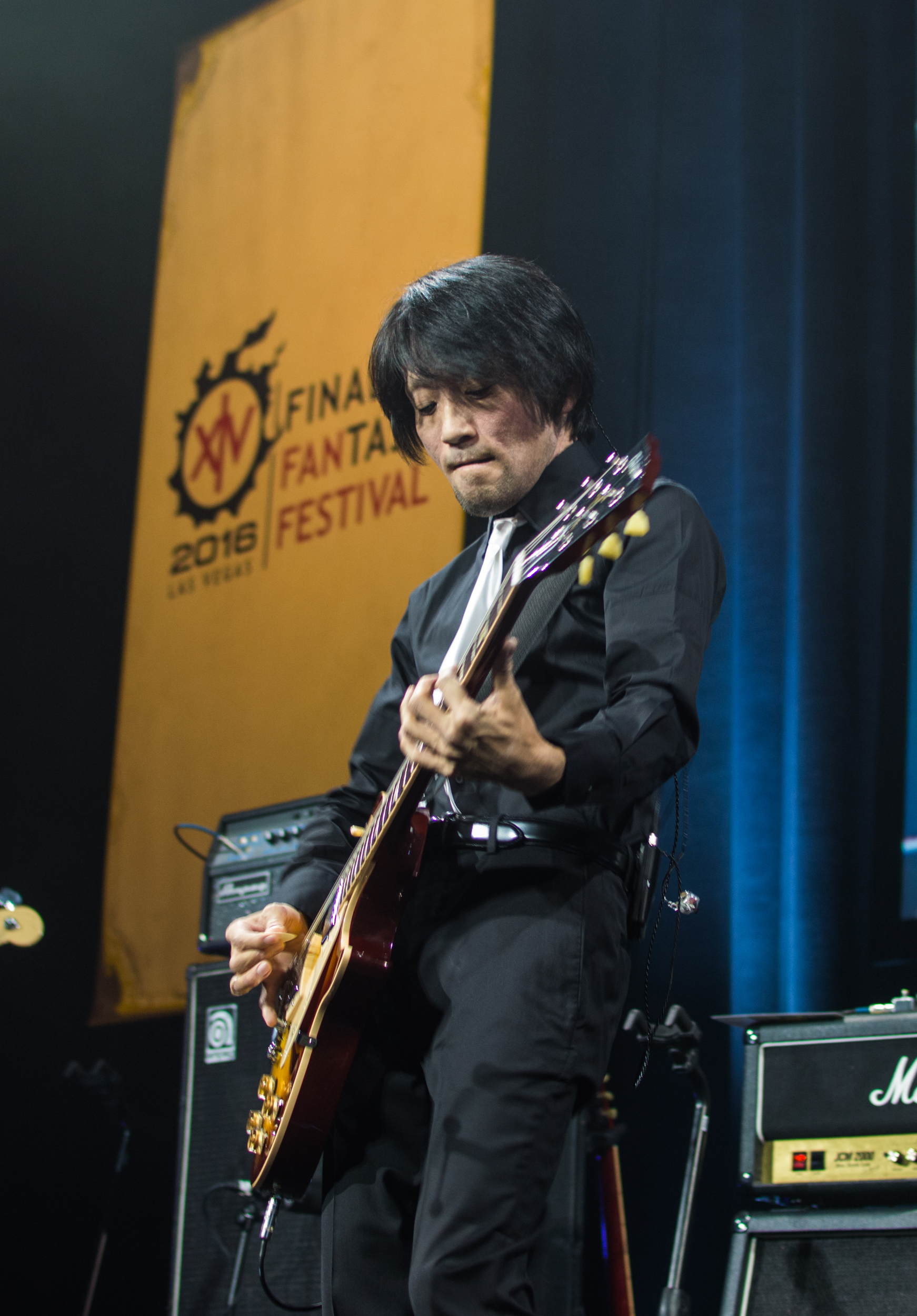
Masayoshi Soken foi o compositor principal da trilha sonora de Final Fantasy XVI

A música de Final Fantasy XVI, um jogo eletrônico de RPG de ação de 2023 desenvolvido e publicado pela Square Enix, o décimo sexto título principal da série Final Fantasy, foi composta principalmente por Masayoshi Soken, com faixas adicionais por Takafumi Imamura, Daiki Ishikawa, Saya Yasaki e Justin Frieden. Os compositores tinham antes trabalhado nas trilhas sonoras de Final Fantasy XIV e suas expansões. Soken foi trazido para trabalhar em Final Fantasy XVI porque já estava familiarizado com muitos dos principais membros da equipe criativa, incluindo o produtor Naoki Yoshida e os diretores Hiroshi Takai e Kazutoyo Maehiro, por terem trabalhado juntos em Final Fantasy XIV.
A trilha foi composta principalmente em um estilo clássico e gravada com uma orquestra para que se encaixasse com o tom mais sombrio do jogo. Um tema principal não foi criado porque Final Fantasy XVI carecia de um foco narrativo menor, assim vários temas de personagens receberam pesos equivalentes. Um coral masculino foi empregado para manter o tom sombrio, com as letras sendo escritas por Maehiro, o diretor de localização Michael-Christopher Koji Fox e seu colega John Taylor. Temas recorrentes compostos por Nobuo Uematsu para títulos anteriores da franquia receberam novos arranjos, porém isto muitas vezes gerou problemas já que o tom dessas composições não se encaixava com a ambientação do jogo. Uma canção tema chamada "Tsuki Wo Miteita – Moongazing" foi escrita e cantada por Kenshi Yonezu, tendo sido composta a partir do desejo de Yonezu de dar esperança ao protagonista Clive Rosfield após as dificuldades da história.
Um álbum oficial intitulado Final Fantasy XVI Original Soundtrack foi lançado em julho de 2023 pelo selo musical da Square Enix em versões com sete e oito discos contendo quase duzentas faixas do jogo. Ele teve um bom desempenho comercial e apareceu em diferentes listas de mais vendidos no Japão e Reino Unido, com a música em si tendo sido muito elogiada em várias críticas publicadas sobre Final Fantasy XVI, destacando sua qualidade e também os novos arranjos de temas clássicos. "Tsuki Wo Miteita – Moongazing" foi lançado como um single digital em junho, alcançando o primeiro lugar nas listas de mais baixados no Japão e também recebendo críticas positivas. Um segundo álbum, chamado From Spire to Sea, foi lançado em setembro de 2024 contendo as trilhas sonoras dos dois conteúdos para download.

## Criação e desenvolvimento
A música do jogo eletrônico Final Fantasy XVI foi composta principalmente por Masayoshi Soken, que anteriormente tinha trabalhado em Final Fantasy XIV e suas expansões. Soken foi trazido para trabalhar em XVI devido ao seu relacionamento profissional anterior com o produtor Naoki Yoshida e com os co-diretores Hiroshi Takai e Kazutoyo Maehiro, todos os quais também tinham trabalhado em XIV e sua primeira expansão Heavensward. As primeiras faixas foram completadas em 2020. A música foi o último elemento do jogo a ser colocado no lugar, depois da narrativa e jogabilidade já terem sido estabelecidas. Soken atuou como diretor musical e compositor principal. Faixas adicionais foram compostas por Takafumi Imamura, Daiki Ishikawa, Saya Yasaki e Justin Frieden, todos os quais tinham trabalhado como compositores e arrajadores em XIV nas expansões Shadowbringers e Endwalker. Os arranjos de XVI foram feitos por estes cinco compositores mais Yoshitaka Suzuki, Ryo Furukawa, TomoLow e Keiko.
Soken encontrou dificuldades em se ajustar para compor para um título um jogador com uma narrativa central por ter passado muito tempo trabalhando XIV, que usa uma variedade de estilos musicais para homenagear toda a série Final Fantasy. A orientação para a música foi que ela deveria ser "épica", "fantástica sombria" e "preferencialmente clássica". Soken descreveu a trilha como tendo uma única direção inspirada pela ambientação geral de fantasia sombria. As faixas de XVI reusaram uma variedade de motivos condutores para manter consistência e impedir que a música se tornasse desconexa. Yoshida queria que a música fosse criada com uma orquestra ao vivo para se encaixar com os temas sombrios. A trilha acabou sendo baseada nos locais em que seria usada, em vez de usar um único instrumento ou motivo para toda a música.
Soken e Maehiro conversaram bastante sobre a trilha e sobre a melhor forma de encaixá-la com os temas e progresso geral da narrativa. O compositor inicialmente foi encarregado de criar 140 músicas, mas o jogo final tem mais de duzentas, incluindo variações de temas de personagens já estabelecidos. Ele atribuiu esse grande número à variedade de personagens e situações, querendo assim evitar que a mesma música fosse repetida frequentemente. Em vez de se basear muito em arranjos de temas de personagens, várias faixas individuais para cenas cinemáticas foram criadas para se adequarem ao tom. Imamura e Ishikawa foram trazidos para o projeto no início de 2020 e trabalharam bem próximos de Soken em suas contribuições. Keiko fez o arranjo de várias faixas e temas para o piano à pedido de Soken.
O compositor criou um motor de jogo dedicado para a música dentro do ambiente do PlayStation 5 com o objetivo de facilitar a produção musical. Foi chamado de "Mini-Soken" e podia editar e arranjar a música em tempo real, ajustando a velocidade e volume da faixa baseado nas ações do jogador. Soken queria um sistema desse tipo pois muitas das batalhas começavam homogeneamente a partir de cenas cinemáticas em tempo real e ele desejava que a música se encaixasse com a transição. Soken e Imamura trabalharam juntos para implementarem o motor de som, com sua implementação indiretamente causando o aumento do número de faixas para levar em conta variações e o progresso do jogador. Soken, Imamura e Ishikawa trabalharam juntos na produção musical ajustando o projeto de som e o volume das músicas até próximo da data de lançamento.

### Composição
A criação de um tema principal foi difícil porque a história carecia de um foco narrativo menor, cobrindo em vez disso eventos e personagens grandiosos, com Soken no final concluindo que não seria possível criar um. Desta forma ele considerou que seus desenvolvimentos e progressões musicais se baseavam nos personagens da história. Vários temas acabaram recebendo pesos equivalentes, enfatizando a importância de diferentes personagens. Dois temas destacados por Soken foram "Find the Flame" e "Away", associados a Clive e Joshua Rosfield, respectivamente, quando eles se transformam nos monstros Ifrit e Fênix. O primeiro foi escrito como uma faixa energética e consistente, enquanto o segundo tinha a intenção de ser triste devido à cena em que Joshua se transforma. Soken definiu "Away" como um dos pilares da trilha sonora, já "Find the Flame" foi originalmente criado para um dos trailers de divulgação e incorporado ao jogo devido aos pedidos de Imamura. Soken, ao escrever temas de batalha, manteve elementos musicais em comum para manter consistência com faixas de batalha que compartilhavam da mesma melodia. Temas de exploração tinham versões diferentes para quando o jogador estivesse explorando, aproximando-se de um inimigo e fazendo a transição para combate com o objetivo de evitar mudanças musicais repentinas.
Um coral masculino foi usado frequentemente para criar um tom mais sóbrio, especialmente nas faixas envolvendo Eikons, a versão de XVI dos recorrentes monstros convocáveis da franquia Final Fantasy. Os temas dos Eikons foram escritos em um estilo clássico com foco em instrumentos de cordas e metais, com uma única exceção. Esta foi o tema de batalha de Titã, que usou um estilo de rock. Soken escreveu este tema e o colocou no jogo em segredo, com a equipe de desenvolvimento concordando em mantê-lo porque acharam que se encaixava. Outro tema com estilo musical diferente foi aquele para a batalha contra o monstro Tifão, que Imamura criou usando música eletrônica de dança. Vários dos temas dos Eikons eram referências às narrativas e temas de seus respectivos personagens, como Dion Lesage e seu Bahamut tendo um tema construído ao redor de tragédia e nobreza. A trilha sonora foi composta durante as seções finais do jogo com o objetivo de complementar os eventos mostrados e as revelações da história.
Soken pediu que alguns dos temas tivessem letras para serem cantadas por um coral. Estas faixas foram gravadas relativamente cedo no processo de produção musical e acabaram enfrentando dificuldades devido à pandemia de COVID-19, pois a desenvolvedora e publicadora Square Enix não tinha um equipamento confiável para gravação remota. As versões em inglês das canções foram gravadas primeiro e Soken teve dificuldades de ajustá-las umas com as outras por diferentes alturas e tons. O compositor, na hora de gravar versões em japonês, fez com que algumas das faixas fossem gravadas por membros da equipe de som. As letras foram escritas por Maehiro, o diretor de localização Michael-Christopher Koji Fox e seu colega John Taylor. Uma das faixas com vocais foi "Fanfare", arranjo do tradicional tema "Victory". A letra para este tema foi traduzida para grego antigo com o objetivo de criar uma sensação de estranheza sem usar uma língua artificial. A tradução foi feita por Tomislav Milković. Uma canção de um bardo interpretada tanto falada quanto cantada mudava de acordo com o progresso da história, com esta mostrando-se difícil de fazer porque ela precisava ser localizada e gravada a cappella em diferentes idiomas, o que causou problemas de altura e ritmo. Vocais cantados foram gravados por Soken, Fox, Amanda Achen e Takashi Baba.
Vários temas recorrentes originalmente compostos por Nobuo Uematsu para títulos anteriores da franquia tiveram novos arranjos para a trilha de XVI. Um problema recorrente destas composições era que seus tons não combinavam com a ambientação mais séria e sombria do jogo. O tema recorrente "Prelude" foi um desafio em particular porque ele tinha sido originalmente escrito em tom maior, assim Soken precisou retrabalha-lo em tom menor para conseguir encaixá-lo na visão que Yoshida tinha pensado para a narrativa. "Victory" também foi reescrito para ter um tom mais sombrio, tendo sido retrabalhado quase trinta vezes durante a produção, com Soken descrevendo seu rascunho inicial como "absolutamente terrível". Uma faixa problemática foi o recorrente tema para os chocobos, que tinha um estabelecido tom leve e divertido. Ele acabou sendo incluído apenas como um jingle curto em vez de uma faixa completa. O tema principal da série Final Fantasy foi retrabalhado e recebeu um arranjo para a faixa "A New Beginning", que toca durante a cena final pós-créditos. Várias das composições originais de XVI também fazem referências a músicas de títulos anteriores da franquia.

### Canções
A canção tema principal "Tsuki Wo Miteita – Moongazing" foi escrita e cantada por Kenshi Yonezu. O arranjo foi feito por Yonezu e Yuta Bandoh. Yonezu e Yoshida expressaram prazer e entusiasmo com colaboração porque um era fã do trabalho do outro. Yonezu era um fã de longa-data de Final Fantasy e ficou animado quando XVI foi anunciado, expressando seu desejo de escrever uma canção tema para o jogo. Sua equipe entrou em contato com a Square Enix sobre uma colaboração. Yoshida entrou em contato com Yonezu para pedir que ele participasse da criação de uma canção tema ainda durante o período de desenvolvimento do título, pois não queria correr para criar uma próximo da data de lançamento. Os dois conversaram frequentemente durante o processo de criação, com Yoshida proporcionando atualizações sobre o progresso do título e seu conteúdo. Yonezu leu o roteiro e assistiu cinemáticas em diferentes estágios de desenvolvimento. Yonezu, diferentemente de seus trabalhos anteriores que tinham grande foco em pop e ênfase em narrativa associada, criou uma canção com grande referência à narrativa de XVI e com uma instrumentação menos orientada para o pop.
Yonezu queria criar uma canção que desse esperança para Clive, pois desejava que o personagem tivesse um final feliz após uma vida difícil. O artista criou uma demo inicial baseada no que lhe fora contado sobre a história, revisando a letra e tom à medida que jogava uma versão pré-lançamento. O tom da canção foi ajustado para se adequar aos sentimentos em potenciais de Clive sobre o final; apesar dele destruir os Cristais-Máter para criar um futuro melhor e ganhar uma espécie de liberdade, o personagem também sente culpa de ter acabado com um estilo de vida e trazido durezas para o mundo. Yonezu resumiu esse sentimento como "uma percepção de salvação e um tipo de rancor que nunca será curado". Como a história principal se foca em Clive e seu irmão Joshua, a canção foi originalmente escrita com essa perspectiva. Entretanto, depois de conversar com Yoshida, Yonezu achou que Jill não tinha sido representada o suficiente, assim a canção acabou se focando no relacionamento dos dois, com a letra fazendo referência à lua que ambos veem no céu na cena final. O título era apenas provisório, mas foi decidido mantê-lo como o nome oficial à medida que o desenvolvimento chegava ao fim.
Um segundo tema final foi "My Star", descrito como o tema principal para Jill Warwick, com seu tom e letra representando a conclusão temática da história. Foi escrita por Soken com um arranjo de Keiko, tendo a letra em inglês por Fox e em japonês por Maehiro. Um tema vocal dedicado apenas para Jill não tinha sido originalmente planejado, mas foi incluído por insistência de Ishikawa e Imamura durante o estágio de testes. "My Star" foi cantada por Amanda Achen, que anteriormente tinha também interpretado peças vocais para XIV. A canção, comparada a outras composições de tom clássico criadas para a cantora, foi escrita em uma "melodia jazzística e suave" que Soken não tinha certeza que Achen poderia fazer. Ele mesmo assim pediu que ela fizesse um teste, ficando chocado com sua interpretação. Soken também criou uma versão orquestral intitulada "My Lady" para uma cena específica. O compositor também disse que "My Star" era a faixa da trilha sonora que lhe trazia "sentimentos [mais] profundos".

## Lançamentos

### Final Fantasy XVI Original Soundtrack
Final Fantasy XVI Original Soundtrack, o álbum oficial da trilha sonora, foi lançado em edições físicas e digitais em 19 de julho de 2023 por meio do selo musical da Square Enix. A edição física padrão vinha com sete discos, enquanto uma "Edição Definitiva" continha um disco extra de bônus. Ambas as versões vinham com um folheto com artes do jogo e comentários de Soken. A edição padrão contém 181 faixas, enquanto a Edição Definitiva tem 199. A faixa "Find the Flame" foi lançada individualmente como um single em 9 de junho antes da estreia do jogo. Um curto álbum promocional chamado Final Fantasy XVI Original Soundtrack – Prelude foi lançado em 6 de julho, contendo cinco faixas. O álbum oficial teve um bom desempenho comercial, estreando na décima posição na lista dos álbuns mais vendidos no Japão da Billboard Japan, ficando em vigésimo quinto em sua segunda semana. Ficou em sua semana de estreia na décima primeira posição nas listas de Álbuns Japoneses e Álbuns Combinados Japoneses da Oricon. Também apareceu em vigésimo terceiro na lista de álbuns de maiores downloads da Official Charts Company no Reino Unido.
A trilha sonora foi elogiada nas críticas publicadas sobre XVI. Mitchell Saltzman da IGN escreveu que a música "consegue acompanhar perfeitamente cada cena importante, seja momentos afetuosos entre Clive e Jill, momentos calmos de descanso dentro do Esconderijo ou as batalhas absolutamente épicas entre os Eikons", definindo-a como uma das melhores da série e de 2023. Michael Higham da GameSpot definiu a música como "tremenda" e disse que as "orquestras e corais trazem um peso inegável para batalhas cruciais", mais que diversas melodias eram "lindas expressões das complexas emoções que os personagens, e eu como jogador, sentem em momentos em particular". Wesley LeBlanc da Game Informer afirmou que a trilha "quase ofusca todos os elementos do jogo", tornando-se uma de suas novas favoritas pessoais da franquia. Jordan Middler da Video Games Chronicle escreveu que a música era "absolutamente incrível", destacando a qualidade das faixas de batalha e especificamente do novo arranjo do tema "Victory". Zach Wilkerson da RPGFan também destacou os arranjos de "Prelude" e o tema de Final Fantasy como destaques.
| Disco 1        |                                                 |                                |         |  |
| N.º            | Título                                          | Compositor(es)                 | Duração |  |
| 1.             | "Land of Eikons"                                | Masayoshi Soken, Nobuo Uematsu | 2:27    |  |
| 2.             | "Away (Overture)"                               | Soken, Uematsu                 | 2:39    |  |
| 3.             | "The Lion and the Hare – The Nysa Defile"       | Uematsu                        | 3:07    |  |
| 4.             | "Shattered"                                     | Soken                          | 4:21    |  |
| 5.             | "A Rose Is a Rose"                              | Soken                          | 4:30    |  |
| 6.             | "Return of the Archduke"                        | Soken                          | 2:44    |  |
| 7.             | "My Lady"                                       | Soken                          | 1:52    |  |
| 8.             | "Into the Mire – Stillwind"                     | Soken                          | 4:48    |  |
| 9.             | "Sixteen Bells"                                 | Soken                          | 4:59    |  |
| 10.            | "There His Quarry Lies"                         | Justin Frieden                 | 1:30    |  |
| 11.            | "On the Wind Borne – The Rosarian Ducal Anthem" | Soken                          | 1:09    |  |
| 12.            | "Duty"                                          | Soken                          | 2:41    |  |
| 13.            | "Enterprising Traders"                          | Saya Yasaki, Takafumi Imamura  | 2:32    |  |
| 14.            | "Betrayal – Phoenix Gate"                       | Soken                          | 4:25    |  |
| 15.            | "Twin Flames"                                   | Soken                          | 0:46    |  |
| 16.            | "Found"                                         | Soken                          | 0:13    |  |
| 17.            | "Time and Death"                                | Soken                          | 1:45    |  |
| 18.            | "The Match"                                     | Soken                          | 0:45    |  |
| 19.            | "Away"                                          | Soken                          | 6:40    |  |
| 20.            | "Winter's Bound"                                | Soken                          | 4:43    |  |
| 21.            | "Frozen Tears"                                  | Soken                          | 0:21    |  |
| 22.            | "Tonitrua ex Machina"                           | Imamura                        | 1:03    |  |
| 23.            | "Gathering Cloud"                               | Soken                          | 1:17    |  |
| Duração total: | Duração total:                                  | Duração total:                 | 1:01:25 |  |

| Disco 2        |                                             |                |         |  |
| N.º            | Título                                      | Compositor(es) | Duração |  |
| 1.             | "Hide, Hideaway"                            | Imamura        | 5:27    |  |
| 2.             | "Lovely, Dark, and Deep – The Greatwood"    | Soken          | 5:24    |  |
| 3.             | "Too Bloody Quiet"                          | Soken, Uematsu | 2:00    |  |
| 4.             | "The Chase"                                 | Frieden        | 0:40    |  |
| 5.             | "Idylls of the Empire"                      | Soken          | 2:54    |  |
| 6.             | "Words to the Wise"                         | Imamura        | 1:45    |  |
| 7.             | "Domina"                                    | Soken, Uematsu | 2:33    |  |
| 8.             | "Before the Storm – Caer Norvent"           | Soken          | 5:24    |  |
| 9.             | "Thunderstorm"                              | Imamura        | 1:09    |  |
| 10.            | "The Shepherd's Lament"                     | Soken          | 0:59    |  |
| 11.            | "A Land in Peril"                           | Soken, Uematsu | 2:58    |  |
| 12.            | "Brothers"                                  | Soken          | 1:30    |  |
| 13.            | "Downburst"                                 | Soken          | 1:35    |  |
| 14.            | "Vengeance Found"                           | Soken          | 0:47    |  |
| 15.            | "Calling"                                   | Soken          | 0:39    |  |
| 16.            | "Against the Wind – The Eye of the Tempest" | Soken, Uematsu | 4:19    |  |
| 17.            | "Control"                                   | Soken, Uematsu | 7:50    |  |
| 18.            | "Fanfare"                                   | Uematsu        | 0:12    |  |
| 19.            | "Fall from Grace"                           | Imamura        | 1:02    |  |
| 20.            | "A Pendant Darkly"                          | Soken          | 1:29    |  |
| 21.            | "The Battle of Belenus Tor"                 | Soken          | 3:26    |  |
| Duração total: | Duração total:                              | Duração total: | 54:12   |  |

| Disco 3        |                                            |                  |         |  |
| N.º            | Título                                     | Compositor(es)   | Duração |  |
| 1.             | "Whitewater – Kingsfall"                   | Soken            | 5:28    |  |
| 2.             | "Dying Sun"                                | Uematsu          | 0:22    |  |
| 3.             | "On the Shoulders of Giants"               | Soken, Uematsu   | 5:13    |  |
| 4.             | "A Long Way Down"                          | Soken            | 1:06    |  |
| 5.             | "Out of Time"                              | Soken            | 0:18    |  |
| 6.             | "Aligned"                                  | Soken            | 1:36    |  |
| 7.             | "Forevermore – The Grand Duchy of Rosaria" | Soken            | 3:07    |  |
| 8.             | "The Founder's Footsteps"                  | Imamura          | 3:49    |  |
| 9.             | "Happier Times"                            | Soken            | 2:04    |  |
| 10.            | "A Prayer to Metia"                        | Soken            | 2:14    |  |
| 11.            | "Found (Reprise)"                          | Soken            | 0:07    |  |
| 12.            | "Where It All Began – The Apodytery"       | Soken            | 4:18    |  |
| 13.            | "We Are You"                               | Soken            | 0:55    |  |
| 14.            | "Away (Refrain)"                           | Soken            | 1:29    |  |
| 15.            | "Press On"                                 | Soken            | 3:53    |  |
| 16.            | "Find the Flame"                           | Soken            | 3:32    |  |
| 17.            | "Who I Really Am"                          | Soken            | 1:05    |  |
| 18.            | "The Se7enth Sin"                          | Soken            | 1:52    |  |
| 19.            | "A Mother's Madness"                       | Frieden, Uematsu | 0:47    |  |
| 20.            | "Unforgiven"                               | Frieden          | 0:32    |  |
| 21.            | "Acceptance"                               | Soken            | 0:55    |  |
| 22.            | "The Journey Begins"                       | Uematsu          | 0:28    |  |
| 23.            | "Will of the Goddess"                      | Soken            | 2:10    |  |
| 24.            | "Histoire – The Holy Empire of Sanbreque"  | Soken            | 2:58    |  |
| 25.            | "Sway"                                     | Imamura          | 2:09    |  |
| 26.            | "Treading Lightly – The Glass Gate"        | Soken            | 4:40    |  |
| 27.            | "Reflections – Drake's Head"               | Soken, Uematsu   | 5:48    |  |
| 28.            | "The Heart"                                | Uematsu          | 0:21    |  |
| 29.            | "Deliver Us Thunder"                       | Imamura          | 0:38    |  |
| 30.            | "Babel of Savage Screams"                  | Soken            | 1:29    |  |
| 31.            | "Catacecaumene"                            | Soken            | 3:52    |  |
| 32.            | "The Outlaw"                               | Imamura          | 2:40    |  |
| 33.            | "In Ashen Grip"                            | Soken            | 1:36    |  |
| Duração total: | Duração total:                             | Duração total:   | 1:13:44 |  |

| Disco 4        |                                              |                   |         |  |
| N.º            | Título                                       | Compositor(es)    | Duração |  |
| 1.             | "Evening the Odds"                           | Imamura           | 0:41    |  |
| 2.             | "Our Terms"                                  | Imamura           | 3:16    |  |
| 3.             | "The State of the Realm"                     | Soken, Uematsu    | 2:33    |  |
| 4.             | "And Melancholy Marked Him"                  | Soken             | 0:58    |  |
| 5.             | "Death Looks Down"                           | Frieden           | 1:16    |  |
| 6.             | "Ghosts of the Past"                         | Soken             | 0:36    |  |
| 7.             | "Color and Crackle"                          | Daiki Ishikawa    | 4:18    |  |
| 8.             | "An Unexpected Visit"                        | Soken             | 1:05    |  |
| 9.             | "An Outlaw's Uncle"                          | Uematsu           | 1:57    |  |
| 10.            | "Currents"                                   | Soken             | 1:56    |  |
| 11.            | "Blood Beats Black – The Iron Kingdom"       | Ishikawa          | 5:25    |  |
| 12.            | "Out of the Frying Pan"                      | Ishikawa          | 0:38    |  |
| 13.            | "The Promise"                                | Ishikawa          | 0:35    |  |
| 14.            | "Enter the Oratrix – Drake's Breath"         | Ishikawa          | 3:46    |  |
| 15.            | "Màtham Sanomh"                              | Ishikawa          | 1:06    |  |
| 16.            | "Monster"                                    | Ishikawa, Uematsu | 1:35    |  |
| 17.            | "Fire and Ice"                               | Ishikawa          | 1:09    |  |
| 18.            | "Harmatia"                                   | Soken             | 5:32    |  |
| 19.            | "In the Light of the Mothercrystal"          | Uematsu           | 1:20    |  |
| 20.            | "Azure Skies"                                | Uematsu           | 1:05    |  |
| 21.            | "Desert Ministrations"                       | Soken, Imamura    | 2:10    |  |
| 22.            | "Beasts among Beasts"                        | Imamura           | 3:11    |  |
| 23.            | "Homecoming – Rosalith"                      | Soken             | 5:58    |  |
| 24.            | "Fenris Kindir"                              | Ishikawa          | 0:34    |  |
| 25.            | "The Host"                                   | Soken             | 0:49    |  |
| 26.            | "King of the World"                          | Soken             | 1:42    |  |
| 27.            | "To Sail Forbidden Seas"                     | Soken             | 6:02    |  |
| 28.            | "A Guest Most Welcome"                       | Soken             | 0:34    |  |
| 29.            | "Vive l'Empire"                              | Frieden           | 0:36    |  |
| 30.            | "Sand and Stone – The Republic of Dhalmekia" | Soken, Imamura    | 2:51    |  |
| 31.            | "Fanfarrado de Chocobo"                      | Uematsu           | 0:11    |  |
| 32.            | "The Thousand Tables"                        | Soken, Imamura    | 5:17    |  |
| 33.            | "Courage"                                    | Soken             | 2:02    |  |
| Duração total: | Duração total:                               | Duração total:    | 1:14:03 |  |

| Disco 5        |                                                       |                   |         |  |
| N.º            | Título                                                | Compositor(es)    | Duração |  |
| 1.             | "Anon Becomes a Mountain – Castle Dazbog"             | Soken, Imamura    | 4:08    |  |
| 2.             | "Titanomachy – Drake's Fang"                          | Soken, Imamura    | 4:44    |  |
| 3.             | "Visions of Wind"                                     | Soken, Uematsu    | 2:34    |  |
| 4.             | "Do or Die"                                           | Soken             | 2:13    |  |
| 5.             | "Titan Lost"                                          | Soken             | 7:37    |  |
| 6.             | "Heart of Stone"                                      | Soken             | 5:00    |  |
| 7.             | "Consciousness"                                       | Soken             | 2:07    |  |
| 8.             | "Champion of the Empire"                              | Frieden           | 0:55    |  |
| 9.             | "Uninvited"                                           | Soken             | 0:45    |  |
| 10.            | "O'er Shifting Sands Lie – The Republic of Dhalmekia" | Soken, Imamura    | 2:02    |  |
| 11.            | "From the Shadows"                                    | Soken             | 2:23    |  |
| 12.            | "My Decree"                                           | Soken             | 0:29    |  |
| 13.            | "Rooftops – The Crystalline Dominion"                 | Ishikawa          | 5:11    |  |
| 14.            | "Dreadwyrm"                                           | Ishikawa, Uematsu | 2:20    |  |
| 15.            | "A City in Ruin"                                      | Ishikawa          | 4:34    |  |
| 16.            | "Facets of Rage – Drake's Tail"                       | Ishikawa          | 4:40    |  |
| 17.            | "Bloodlines"                                          | Uematsu           | 2:11    |  |
| 18.            | "The Flame Alights"                                   | Soken             | 0:25    |  |
| 19.            | "Fiery Resolve"                                       | Soken             | 0:30    |  |
| 20.            | "Beyond the Heavens"                                  | Soken             | 4:49    |  |
| 21.            | "Ascension"                                           | Soken             | 9:11    |  |
| 22.            | "Brotherhood"                                         | Soken             | 0:55    |  |
| 23.            | "Kinslayer"                                           | Imamura           | 1:39    |  |
| 24.            | "Miséricorde"                                         | Yasaki            | 0:46    |  |
| 25.            | "The Final Temptation"                                | Soken             | 3:30    |  |
| Duração total: | Duração total:                                        | Duração total:    | 1:15:53 |  |

| Disco 6        |                                                               |                         |         |  |
| N.º            | Título                                                        | Compositor(es)          | Duração |  |
| 1.             | "Twilight"                                                    | Ishikawa                | 4:30    |  |
| 2.             | "Dark Designs"                                                | Soken                   | 1:15    |  |
| 3.             | "We Travel Together"                                          | Uematsu                 | 0:56    |  |
| 4.             | "The Desert Dims – The Republic of Dhalmekia"                 | Soken, Imamura          | 3:00    |  |
| 5.             | "Undying"                                                     | Soken                   | 0:53    |  |
| 6.             | "Under Siege – The Free Cities of Kanver"                     | Soken, Imamura          | 4:28    |  |
| 7.             | "Furor"                                                       | Soken                   | 4:30    |  |
| 8.             | "The World Won't Save Itself"                                 | Soken                   | 0:27    |  |
| 9.             | "No Risk, No Reward"                                          | Soken                   | 4:48    |  |
| 10.            | "Darkest Before the Dawn – The Imperial Territory of Rosaria" | Soken                   | 3:47    |  |
| 11.            | "The Parting Sea"                                             | Imamura                 | 1:38    |  |
| 12.            | "Army of One – The Einherjar"                                 | Soken, Imamura          | 4:33    |  |
| 13.            | "Mighty Acts of God"                                          | Uematsu                 | 1:12    |  |
| 14.            | "Not Alone"                                                   | Soken                   | 6:22    |  |
| 15.            | "Heal"                                                        | Soken                   | 1:33    |  |
| 16.            | "Indomitable – The Kingdom of Waloed"                         | Soken, Imamura, Uematsu | 4:20    |  |
| 17.            | "Heavensbound – Reverie"                                      | Soken, Imamura          | 6:10    |  |
| 18.            | "Salvation"                                                   | Uematsu                 | 1:24    |  |
| 19.            | "Sever"                                                       | Soken                   | 3:32    |  |
| 20.            | "The Riddle"                                                  | Soken                   | 5:45    |  |
| 21.            | "One with God"                                                | Soken                   | 1:13    |  |
| 22.            | "Fighting Fate"                                               | Uematsu                 | 1:51    |  |
| 23.            | "Bastion – Stonhyrr"                                          | Soken, Imamura          | 5:35    |  |
| 24.            | "To Boldly Go"                                                | Uematsu                 | 0:50    |  |
| 25.            | "A Debt Repaid"                                               | Uematsu                 | 1:33    |  |
| 26.            | "Rapture"                                                     | Soken                   | 0:50    |  |
| Duração total: | Duração total:                                                | Duração total:          | 1:16:08 |  |

| Disco 7        |                                                   |                |                |         |  |
| N.º            | Título                                            | Compositor(es) | Vocal          | Duração |  |
| 1.             | "Bow"                                             | Soken          |                | 6:11    |  |
| 2.             | "Death Shall Me Devour"                           | Soken, Uematsu |                | 5:20    |  |
| 3.             | "'Neath the Pall"                                 | Soken, Uematsu |                | 7:14    |  |
| 4.             | "Once More"                                       | Soken, Uematsu |                | 1:02    |  |
| 5.             | "Eschaton"                                        | Soken, Uematsu |                | 1:27    |  |
| 6.             | "In Darkness Hope – The Holy Empire of Sanbreque" | Soken          |                | 3:48    |  |
| 7.             | "A Better World"                                  | Soken          |                | 2:45    |  |
| 8.             | "Final Farewells"                                 | Uematsu        |                | 2:42    |  |
| 9.             | "A Far Cry from Heaven"                           | Soken          |                | 4:39    |  |
| 10.            | "Only Forgiveness"                                | Soken          |                | 2:15    |  |
| 11.            | "The Nexus"                                       | Soken          |                | 3:06    |  |
| 12.            | "Faith"                                           | Soken, Uematsu |                | 4:31    |  |
| 13.            | "Logos"                                           | Soken          |                | 3:10    |  |
| 14.            | "Hymn of the Penitent"                            | Soken          |                | 3:22    |  |
| 15.            | "All as One"                                      | Soken, Uematsu |                | 5:34    |  |
| 16.            | "Horizons"                                        | Uematsu        |                | 1:34    |  |
| 17.            | "Holos"                                           | Soken          |                | 4:11    |  |
| 18.            | "My Star"                                         | Soken          | Amanda Achen   | 4:49    |  |
| 19.            | "A New Beginning"                                 | Uematsu        |                | 0:54    |  |
| 20.            | "Land of Eikons (Reprise)"                        | Soken, Uematsu |                | 2:30    |  |
| Duração total: | Duração total:                                    | Duração total: | Duração total: | 1:11:17 |  |

| Disco 8        |                                             |                |         |  |
| N.º            | Título                                      | Compositor(es) | Duração |  |
| 1.             | "Cut from the Cloth"                        | Ishikawa       | 1:38    |  |
| 2.             | "Priceless"                                 | Soken          | 3:01    |  |
| 3.             | "Old Friend"                                | Imamura        | 2:23    |  |
| 4.             | "Death of a Council"                        | Imamura        | 0:56    |  |
| 5.             | "Pathetic Creatures"                        | Soken          | 3:08    |  |
| 6.             | "Where the Heart Is"                        | Imamura        | 3:23    |  |
| 7.             | "Mourning"                                  | Soken, Imamura | 3:16    |  |
| 8.             | "The Mural"                                 | Uematsu        | 0:55    |  |
| 9.             | "For the Water Was a Wall"                  | Soken          | 2:36    |  |
| 10.            | "Away (1987)"                               | Soken, Uematsu | 2:18    |  |
| 11.            | "The Grand Duchy of Rosaria – Unused"       | Ishikawa       | 2:19    |  |
| 12.            | "The Imperial Province of Rosaria – Unused" | Soken          | 3:00    |  |
| 13.            | "The Republic of Dhalmekia – Unused"        | Imamura        | 2:56    |  |
| 14.            | "Mid Boss Battle – Unused"                  | Soken, Uematsu | 2:05    |  |
| 15.            | "Ifrit vs Ifrit – Unused"                   | Soken          | 2:11    |  |
| 16.            | "The Kingdom of Waloed – Unused"            | Imamura        | 2:45    |  |
| 17.            | "Ifrit vs Last Boss – Unused"               | Soken          | 3:37    |  |
| 18.            | "Ending – Unused"                           | Soken          | 2:35    |  |
| Duração total: | Duração total:                              | Duração total: | 45:02   |  |

### Final Fantasy XVI - Original DLC Soundtrack - From Spire to Sea
XVI teve com dois conteúdos para download: Echoes of the Fallen e The Rising Tide. A música foi composta por Soken e Yasaki. Takeo Kujiraoka, o diretor das expansões, mostrou para Soken imagens de onde queria que houvesse uma música. O compositor também contribuiu com elementos próprios. Soken criou para Echoes of the Fallen um novo arranjo de seu tema de batalha para Ômega, um chefão recorrente da série. Esta canção usou rock digital como guia musical com o objetivo de contrastar com o estilo orquestral do jogo principal. Para The Rising Tide, Yoshida afirmou que Soken "foi com tudo" no estilo musical já estabelecido do jogo. A faixa para a batalha contra Leviatã seguiu o padrão de um tema complexo que se altera dependendo da fase.
Final Fantasy XVI - Original DLC Soundtrack - From Spire to Sea, um álbum de dezoito faixas contendo as músicas dos dois conteúdos para download, foi lançado digitalmente em 18 de setembro de 2024 em plataformas de streaming e para download.
| Disco 1        |                                    |                 |         |  |
| N.º            | Título                             | Compositor(es)  | Duração |  |
| 1.             | "The Worm Mounts"                  | Masayoshi Soken | 6:19    |  |
| 2.             | "The Secret of Its Laboring Heart" | Soken           | 7:07    |  |
| 3.             | "Eikonoklasm"                      | Soken           | 6:11    |  |
| 4.             | "Our Mothers' Sky"                 | Saya Yasaki     | 0:41    |  |
| 5.             | "The Ceaseless Rill"               | Yasaki          | 5:11    |  |
| 6.             | "From Spire to Sea"                | Yasaki          | 0:30    |  |
| 7.             | "Writ in Water"                    | Yasaki          | 2:46    |  |
| 8.             | "Safe Haven"                       | Soken           | 4:04    |  |
| 9.             | "Unforgivable"                     | Soken           | 0:51    |  |
| Duração total: | Duração total:                     | Duração total:  | 33:40   |  |

| Disco 2        |                                       |                      |         |  |
| N.º            | Título                                | Compositor(es)       | Duração |  |
| 1.             | "Bid Time Return – The Aire of Hours" | Yasaki               | 4:34    |  |
| 2.             | "O Call Back Yesterday"               | Soken                | 5:17    |  |
| 3.             | "Black and Gold"                      | Soken, Nobuo Uematsu | 1:10    |  |
| 4.             | "Eternal Vigil"                       | Soken                | 1:59    |  |
| 5.             | "Never to Break"                      | Soken                | 4:29    |  |
| 6.             | "A Most Profaned Fragment"            | Soken                | 4:29    |  |
| 7.             | "High Tide"                           | Soken                | 2:22    |  |
| 8.             | "Cascade"                             | Soken, Uematsu       | 5:34    |  |
| 9.             | "Immersion"                           | Soken                | 2:23    |  |
| Duração total: | Duração total:                        | Duração total:       | 32:17   |  |

### "Tsuki Wo Miteita – Moongazing"
A canção tema "Tsuki Wo Miteita - Moongazing" foi lançada no formato de uma single digital em lojas online e também em plataformas de streaming em 19 de junho de 2023. O single tinha uma arte de capa criada pelo próprio Yonezu com a imagem de um lobo baseado no personagem Torgal do jogo. Um videoclipe para a canção foi lançado em 6 de julho. Foi dirigido por Osrin do grupo musical Perimetron, com sua história mostrando três narrativas sobrepostas que se encaixam com o tom geral da música.
O single foi um sucesso comercial ao ser lançado, registrando mais de 31 mil downloads em suas duas primeiras semanas e ficando em primeiro lugar na lista de singles mais ouvidos no Japão. Foi a décima terceira vez que Yonezu alcançou o primeiro lugar de singles em sua carreira, empatando com Yoasobi como o single solo mais vendido. A canção ficou em primeiro lugar em todos os principais sites japoneses de distribuição digital em listas diárias e em tempo real. A revista Billboard descreveu "Tsuki Wo Miteita - Moongazing" como "um número emocionante com um som em camadas profundas e vocais emotivos". Adam Klayl da Push Square disse que era "uma oferta bastante sombria" que se encaixava com o tom do jogo.